# 108-ма авіаційна комендатура (Україна)
48-й окремий гвардійський Нижньодністровський ордена Суворова розвідувальний авіаційний полк (48 гв. ОРАП) — авіаційне з'єднання Повітряних сил Збройних сил України, що існувало до 2004 року. Полк базувався на аеродромі в Коломиї.

## Частина у складі ВПС СРСР
У складі діючої армії з 22 червня 1941 по 14 липня 1941 і з 16 вересня 1941 по 8 лютого 1943 року. 
На 22 червня 1941 базувався на аеродромі у Віндаві, маючи в наявності 54 СБ, входив до складу 6-ї змішаної авіадивізії, війну зустрів як 40-й швидкісний бомбардувальний авіаційний полк.                                                                                                                    

МіГ-25

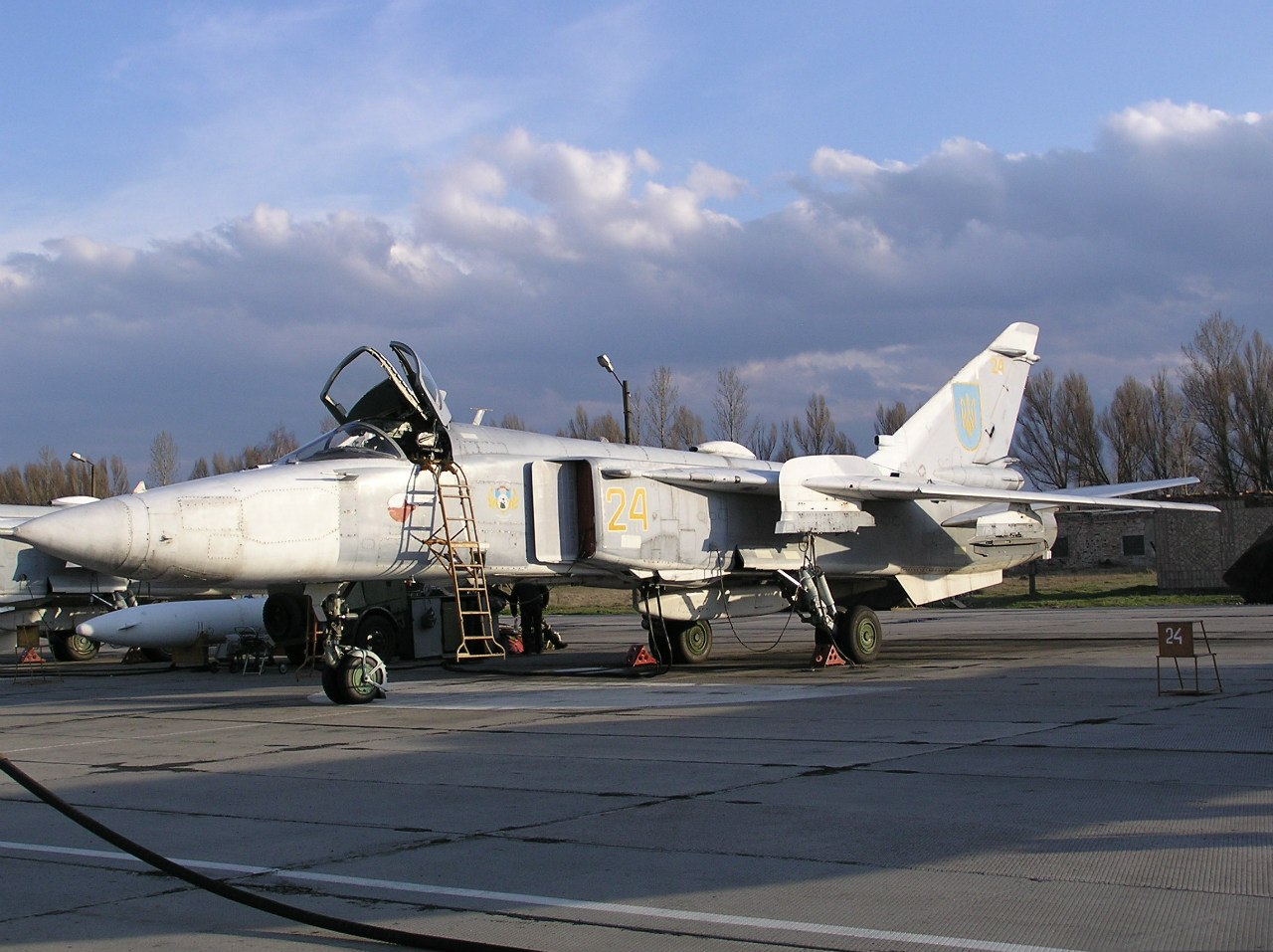
Су-24МР

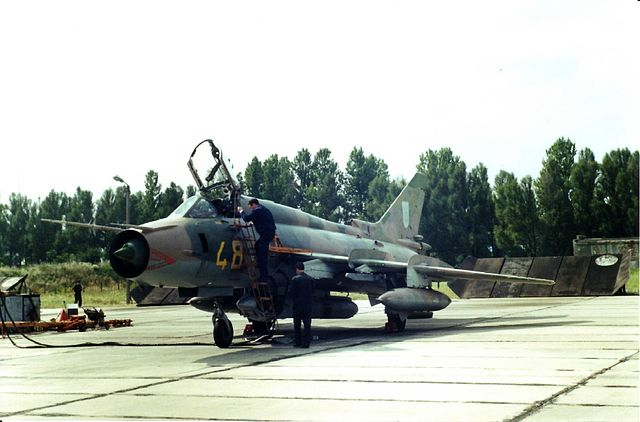
Су-17М4Р 48-го ограп

22 червня 1941 близько 10 години здійснив перший бойовий виліт (виключаючи виліт літака-розвідника близько 4 ранку в район Кенігсберга), здійснивши наліт на Кенігсберг, Таураге і Мемель. За радянськими даними наліт закінчився успішно, бомби були скинуті точно на об'єкти, полк втрат не мав. Це був перший удар радянських бомбардувальників по військових об'єктах у тилу противника. 
У період підготовки Сталінградської наступальної операції, полк брав участь у фотографуванні оборонних позицій військ противника, в результаті чого була розроблена єдина фотокарта усього району для вищого військового керівництва.
На 20 грудня 1942 полк мав у своєму розпорядженні 10 Пе-2, 10 Пе-3, 3 В-25С «Мітчелл».
Станом на 1 січня 1943 полк мав у своєму розпорядженні 11 літаками Пе-3, що становило 38% від усього бойового складу; крім того полк був озброєний літаками А-20В «Бостон». Згодом в полку поступово стала збільшуватися частка літаків А-20В «Бостон», а чисельність Пе-3 зменшуватися.
8 лютого 1943 перетворений в 48-й гвардійський авіаційний полк далеких розвідників 
Головного Командування Червоної Армії.
В 1956 році перебазувався на аеродром Коломия.

### Командири полку в період 1939-1992 рр.
- Могилевський Іван Євсейович 1939-1941
- Лавренцов Іларіон Федорович 1941-1942
- Садов Павло Макарович 1942-1944
- Лозенко Павло Семенович 1944-1946
- Артем'єв Борис Петрович 1946-1948
- Єркін Василь Михайлович 1948-1953
- Романов Олександр Іванович 1953-1956
- Дєльцов Павло Авдійович 1956-1957
- Чмакін Павло Васильович 1957-1962
- Матвєєв Геннадій Павлович 1962-1966
- Жигалкович Микола Миколайович 1966-1972
- Тельний Анатолій Петрович 1972-1974
- Вєдєнєєв Валерій Васильович 1974-1976
- Паршенін Юрій Іванович 1976-1979
- Ляшенко Віктор Яковлевич 1979-1984
- Арбузов Сергій Васильович 1984-1988
- Зінов'єв Юрій Васильович 1988-1992

### Герої СССР
Звання Герой Радянського Союзу були присвоєні військовослужбовцям полку:
- Рогов Олексій Георгійович
- Моргунов Юрій Васильович
- Сергєєв Всеволод Павлович
- Червяков Володимир Іванович
- Ткачевський Юрій Матвійович

## Частина у складі Повітряних сил України
У складі Збройних сил України частина завжди була однією з найбоєздатних одиниць.

### Командири полку за часів незалежності
- Синенко Юрій Михайлович - 1992-1993
- Баранов Анатолій Миколайович - 1993-2000
- Левчук Ігор Сергійович - 2000-2001
- Стромило Геннадій Володимирович - 2002-2004.

## Озброєння
На озброєнні полку в різні часи були літаки-розвідники: Іл-28, Як-25, Як-27Р, Як-28Р, Міг-25Р, Су-24МР, Су-17М4Р.
Полк розформований в 2004 році. Літаки Су-24МР переведені на аеродром Старокостянтинів, а Су-17М4Р в Запоріжжя.

## Цікаві факти
На аеродромі полку знімались епізоди фільму «Три відсотки ризику», головні ролі у якому зіграли радянські актори Лавров Кирило Юрійович та Дем'яненко Олександр Сергійович. 